# هالي إيفرون
هالي إيفرون (بالإنجليزية: Hallie Ephron)‏ (مارس 1948، لوس أنجلوس في الولايات المتحدة - 2009)؛ صحفية وروائية أمريكية. درست في كلية بارنارد.